# Prionapteryx identella
Prionapteryx identella là một loài bướm đêm trong họ Crambidae.